# Celerena andamana
Celerena andamana är en fjärilsart som beskrevs av Felder 1875. Celerena andamana ingår i släktet Celerena och familjen mätare. Inga underarter finns listade i Catalogue of Life.